# Rattus macleari
Rattus macleari är en utdöd däggdjursart som först beskrevs av Thomas 1887.  Rattus macleari ingår i släktet råttor, och familjen råttdjur. IUCN kategoriserar arten globalt som utdöd. Inga underarter finns listade i Catalogue of Life.
Arten beskrivs i äldre avhandlingar som en stor gnagare som allmänt var större än svartråttan. Den hade främst en kastanjebrun päls.
Denna råtta levde på Julön. De sista individerna observerades 1904. Arten dog troligen ut på grund av en sjukdom som kom till ön med svartråttor (Rattus rattus).
När arten upptäcktes var Julön täckt av tropisk skog. Rattus macleari gick på marken och klättrade ibland i växtligheten. Individerna var aktiva på natten och åt troligen frukter samt unga växtskott. På dagen vilade i håligheter under trädens rötter. Födan kompletterades med krabbor.